# Сайраново (Чишминский район)
Сайраново (баш. Сайран) — село в Чишминском районе Республики Башкортостан Российской Федерации. Входит в состав Новотроицкого сельсовета.

## География

### Географическое положение
Расстояние до:
- районного центра (Чишмы): 29км,
- центра сельсовета (Новотроицкое): 7 км,
- ближайшей ж/д станции (Чишмы): 29 км.

## История
В «Списке населенных мест по сведениям 1870 года», изданном в 1877 году, населённый пункт упомянут как деревня Сайрянова (Сарянкина) 1-го стана Уфимского уезда Уфимской губернии. Располагалась при речке Берсюване, по правую сторону почтового тракта из Уфы в Оренбург до правого берега реки Дёма, в 35 верстах от уездного и губернского города Уфы и в 2 верстах от становой квартиры в деревне Берсюванбаш. В деревне в 100 дворах жили 422 человека (205 мужчин и 217 женщин, татары), были 3 водяных мельницы. Жители занимались пчеловодством.

## Население
| 2002 | 2009 | 2010 |
| ---- | ---- | ---- |
| 336  | ↘313 | ↗379 |

### Национальный состав
Согласно переписи 2002 года, преобладающая национальность — татары (84 %).